# Ren Hang
Ren Hang (xinès simplificat: 任航, pinyin: Rèn Háng; Nong'an, República Popular de la Xina; 30 de març de 1987- Beijing; 24 de febrer de 2017) fou un fotògraf i poeta xinès.

## Biografia
Ren nasqué el 1987 en Nong'an, un suburbi de Changchun, a la província de Jilin, situada al nord-est de la Xina.
El 2007, comprà una càmera i començà a fer fotografies dels seus amics, segons Ren, per tal d’alleujar l’avorriment d’estudiar publicitat a la universitat. Com a fotògraf autodidacta, va dir que el seu estil de fotografia estava inspirat en l'artista Shūji Terayama. Ren patia depressió i, de fet, és una temàtica que decidí treballar en alguna de les seves sèries. En aquest sentit va publicar al seu bloc una sèrie d’entrades del diari titulades «La meva depressió», que registraven la por, l’ansietat i els conflictes interns que va viure. Ren se suïcidà el 24 de febrer de 2017 a Beijing.

## Obra
La carrera incipient de Ren destacà sobretot pels seus retrats dels seus amics nus. La seva obra és rellevant per la seva representació de la sexualitat dels joves en context xinès. De fet, Ren tingué problemes amb la censura oficial, éssent arrestat per les autoritats de la RPC diverses vegades. En aquest sentit, diversos artistes xinesos més mediàtics com Ai Weiwei s'han posicionat en favor de Ren. Ai Weiwei, per exemple, l'inclogué en la seva exposició a Holanda del 2013, Fuck Off 2 The Sequel. Així mateix, també va comissariar l'exposició del fotògraf del 2014 a París, França. L'expressió eròtica, lúdica, desenfadada i provocativa de Ren l'han fet guanyar fama mundial.

### Fotografia
Ren va començar a fer fotos dels seus companys de pis i amics el 2007, aquest nus eren propers i buscaven l'emoció de l'espectador. En una entrevista, també va admetre: «Normalment faig fotos als meus amics, perquè els desconeguts em posen nerviós».
Ren no va considerar inadequada la seva obra: «Realment no veig la meva obra com a tabú, perquè no penso tant en el context cultural ni en el context polític. No busco intencionadament els límits, només faig el que faig». Això pot explicar la seva reticència per limitar el seu treball a entorns interiors. Va dir que no hi havia llocs preferits per treballar, ja que creia que qualsevol lloc era bonic i digne de ser filmat, inclosos estudis, arbredes en parcs i terrats d'edificis. Les fotografies de Ren estan compostes habitualment per grups de nus o bé retrats en solitari d’homes i dones, sovint distorsionats, en posicions altament performatives. Per exemple, les mans arriben a les cuixes lletoses, un penis flàcid cau sobre una síndria o una sèrie torsos disposats imitant una serralada.
Ren no només ha fet fotografia de contingut eròtic; compta amb altres sèries com la titulada «La meva mare», on explora objectes quotidians i la seva mare fa de model per aquestes. Ren Hang ha publicat fotografies en revistes com L’Officiel, GQ Style i Vice. Així mateix, també ha col·laborat amb empreses de moda Gucci, Rick Owens i Loewe.

### Poesia
Ren va publicar la seva primera antologia lírica traduïda a l’anglès al gener de 2017 per BHKM, Nova York. Aquesta conté una selecció de poemes escrits entre 2007 i 2016 anomenats «Word or two» (una paraula o dues), i una col·lecció de poesia en xinès publicada per l'editorial taiwanesa Neurasthenia, anomenada Col·lecció poètica de Renhang. La seva poesia descriu emocions entuasiastes, una vida idea d'amor, però també parla de por i de soledat al perdre aquest amor. Aquests versos eròtics normalment comprenen tons molt variables humorístics, però també foscos.

## Publicacions
- Ren Hang 2009–2011. Xina: autopublicat, 2011.
- Room. Xina: autopublicat, 2011.
- Nude. Xina: autopublicat, 2012. Edició limitada de 500 còpies.
- Republic. Noruega: Éditions du LIC, 2012.
- Poem Collection of Renhang. Taiwan: Neurasthenia, 2013.
- My depression. Xina: autopublicat, 2013.
- Son and bitch. Taiwan: Neurasthenia, 2013.
- The brightest light runs too fast. França: Éditions Bessard, 2013.
- Physical borderline. Xina: ThreeShadows +3 Gallery, 2014.
- Food issue. Xina: Same studio, 2015.
- 野生 = Wild, Alemanya, Die Nacht, 2015. Edició limitada a 600 còpies. Col·lecció de pòsters publicats en motiu de l'exposició Ren Hang / 野生 de OstLicht Gallery, Vienna, 2015.[13]
- New Love 新欢. USA: Session 6, Session Press, 2015.
- 上海游客 Shanghai Visitors. Xina: autopublicat, 2015.
- 海鲜派对 Seafood Party. Xina: autopublicat, 2015.
- 一月 January. Xina: autopublicat, 2016.
- 二月 February. Xina: autopublicat, 2016.
- Athens Love 雅典的爱. USA: Session 8, Session Press, 2016.
- Word or two 只言片語. USA: BHKM, 2017.

## Exposicions
- IN ADDITION TO SLEEP, FOTOGALLERIE vaslisouza, Oslo, Noruega, Abril – Maig 2014.[14]
- In addition to sleep, Copenhagen Photo Festival, Copenhagen, Dinamarca, comissariat per FOTOGALLERIE vaslisouza, Juny 2014.[15]
- The Wild, OstLicht Gallery, Vienna, Àustria, Març – Juliol 2015.[16]
- Athens Love, Klein Sun Gallery, New York, USA, Març – Abril 2015.[17]
- Naked/Nude, Foam Fotografiemuseum Amsterdam, Amsterdam, Netherlands, Gener – Març 2017.[18]
- Human Love, Fotografiska, Estocolm, Suècia, Febrer – Abril 2017.[19]
- Ren Hang, posthum, Museum of Fine Art, Leipzig, Germany, coop. w. OstLicht, Vienna, Oct 2017 – Jan 2018[20]
- Love, Ren Hang, posthum, Maison Européenne de la Photographie, Paris, France, Mar – May 2019[21]
- Love, Ren Hang, posthum, C/O Berlin, Berlin, Germany, Dec – Feb 2020[22]

## Premis
- 2010: Third Terna Contemporary Art Award, Itàlia
- 2016: Outset|Unseen Exhibition Fund[23]